# Коголло-дель-Ченджо
Коголло-дель-Ченджо, Коґолло-дель-Ченджо (італ. Cogollo del Cengio, вен. Cogoło del Cengio) — муніципалітет в Італії, у регіоні Венето, провінція Віченца.
Коголло-дель-Ченджо розташоване на відстані близько 450 км на північ від Рима, 85 км на північний захід від Венеції, 28 км на північ від Віченци.
Населення — 3294 особи (2014).
Щорічний фестиваль відбувається 25 липня. Покровитель — San Cristoforo.

## Демографія
Населення за роками:

Станом на 1 січня 2023 року в муніципалітеті офіційно проживало 140 іноземців з 29 країн, серед них 47 громадян країн Євросоюзу та 4 громадяни України.

## Сусідні муніципалітети
- Арсьєро
- Кальтрано
- Пьовене-Роккетте
- Роана
- Вальдастіко
- Вело-д'Астіко